# Valls Cluson i Germanasca

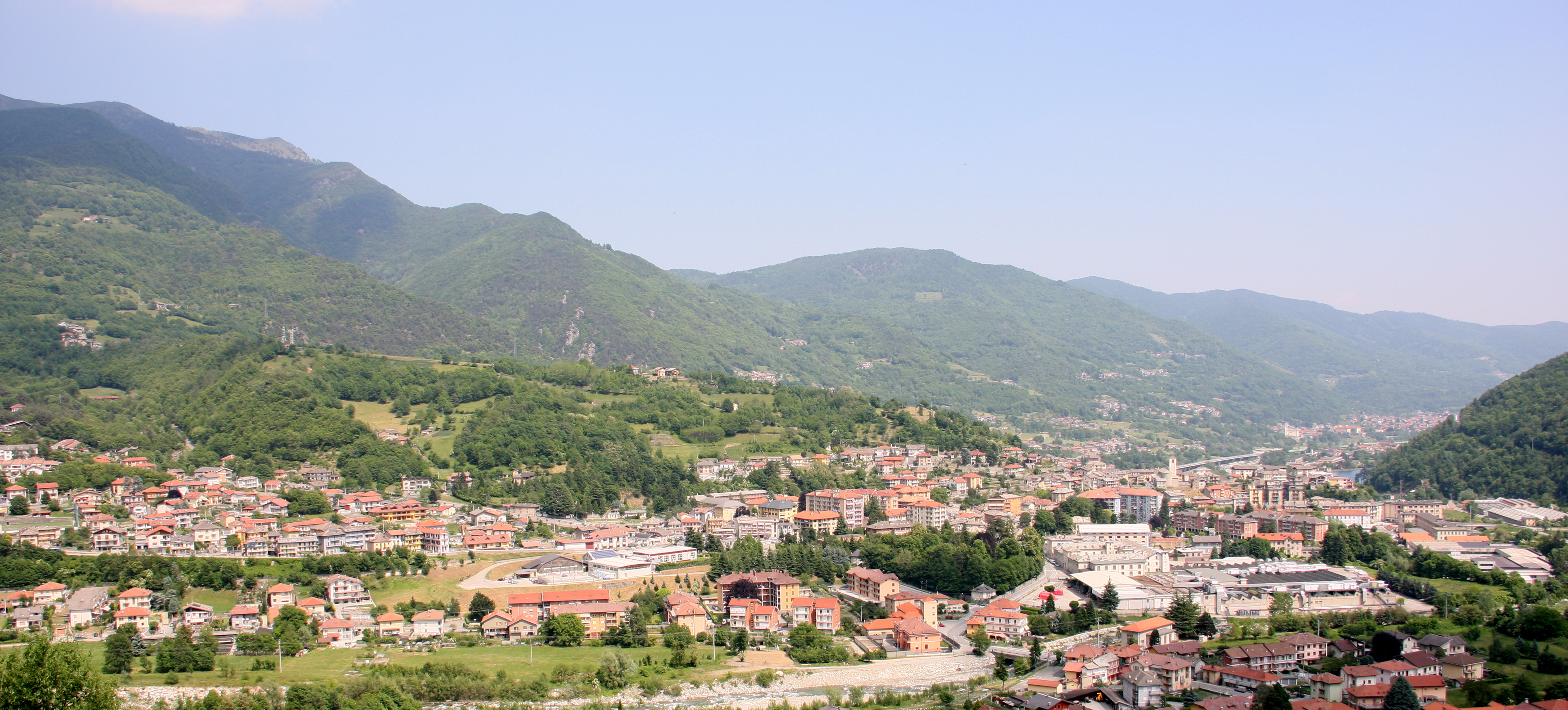
Imatge de Perosa Argentina.

La Comunitat Muntanyenca de les Valls Cluson i Germanasca és un grup de municipis de muntanya que aplega 20 municipis de la Vall Cluson i de la Vall Germanasca. Té 55.824 hectàrees i uns 20.000 habitants. La seu es troba a Perosa Argentina.
Comprèn els municipis de Fenestrelle, Inverso Pinasca, Massello, Perosa Argentina, Perrero, Pinasca, Pomaretto, Porte, Pragelato, Prali, Pramollo, Roure, Salza di Pinerolo, San Germano Chisone, Usseaux i Villar Perosa.
La seva funció principal és afavorir el desenvolupament del turisme a la seva part de la vall i la salvaguarda del patrimoni cultural i mediambiental.